# Thủy điện Bá Thước 2
Thủy điện Bá Thước 2 là thủy điện xây dựng trên dòng chính sông Mã tại vùng đất xã Lương Ngoại
huyện Bá Thước tỉnh Thanh Hóa, Việt Nam.
Thủy điện Bá Thước 2 có công suất lắp máy 80 MW, sản lượng điện hàng năm 400 triệu KWh, khởi công tháng 09/2009 và hoàn thành 2013 .
Thủy điện Bá Thước 2 ở phía dưới Thủy điện Bá Thước 1 20°19′10″B 105°10′23″Đ / 20,319325°B 105,173011°Đ khoảng 33 km theo đường sông.